# Mas Xec
El Mas Xec és un mas de Palamós (Baix Empordà) que forma part de l'Inventari del Patrimoni Arquitectònic de Catalunya. Al seu costat hi ha la Torre del Mas Xec, que és un bé cultural d'interès nacional.

## Arquitectura
Pel que fa al mas, la façana principal està encarada a ponent i a l'esquerra té adossada una torre de defensa. Al costat de migdia el mur està consolidat amb uns poderosos contraforts. S'han afegit diversos cossos destinats a guardar el bestiar. La part més antiga consta de dos pisos i té una teulada a dues vessants amb teula àrab. A l'interior està dividida en tres crugies cobertes amb volta. Les finestres estan emmarcades amb pedra ben escairada o bé, les més recents, amb maó. Les parts més noves són arrebossades i cobertes amb fibrociment (uralita).
Al mas hi ha una torre adossada a l'esquerra d'aquest. És de forma cilíndrica amb un diàmetre de 5,90 metres i una alçada de 9,60 metres. El gruix de les parets oscil·la entre 0'80 i 0,115 metres. Consta de tres plantes separades per voltes esfèriques de pedra (la primera amb encanyissat, la segona de rajola, i la tercera de rajola de factura recent). No es conserva el coronament, i a la part baixa hi ha dues portes, una de les quals està emmarcada amb pedra. Al segon nivell s'hi arriba per una porta que comunica amb la casa, té quatre espitlleres i una finestra. Al tercer s'hi accedeix per una trapa i té una finestra encarada a ponent amb espitllera sota l'ampit.

## Història
El mas presenta elements típics del segle xvi. Actualment, l'estat de la casa és força dolent, sobretot pel que fa a les habitacions de la segona planta. No fa gaires anys va caure un llamp que deixa l'edifici molt malmès i des de fa temps resta deshabitada.
La torre data dels segles XVI-XVII i, en un principi, devia estar separada del mas uns dos metres. Actualment, el mas resta deshabitat.